# Betanidină
Betanidina este un medicament antihipertensiv ce acționează ca simpatolitic.